# Дев'яте січня
«Дев'яте січня» (інші назви: «Кривава неділя», «Червона неділя») — радянський художній історичний фільм 1925 року, знятий режисером В'ячеславом Вісковським на студії «Сєвзапкіно». Фільм зберігся не повністю.

## Сюжет
Фільм оповідає про розстріл царським урядом демонстрації робітників 9 січня 1905 року.

## У ролях
- Микола Симонов — Володимир Борисов, більшовик
- Євген Бороніхін — Георгій Гапон
- Олексій Богдановський — Борисов, модельщик Російсько-Балтійського заводу, батько Володимира
- Володимир Бороздін — Коробов, робітник
- Олександр Євдаков — Микола II
- Тамара Глєбова — Олександра Федорівна, імператриця
- Віктор Плотников — начальник охранки
- М. Вілламова — епізод
- Михайло Єкатерининський — газетяр
- Яків Малютін — градоначальник Фулон
- Петро Подвальний — епізод

## Знімальна група
- Режисер — В'ячеслав Вісковський
- Сценарист — Павло Щоголєв
- Оператори — Олександр Далматов, Андрій Москвін
- Художник — Олексій Уткін